# Сем Вајмс
Семјуел "Сем" Вајмс (енгл. Samuel Sam Vimes), измишљена личност, протагониста неколико романа из серије о Дисксвету британског писца Тери Прачета.

## Биографија у романима
Сем Вајмс се први пут појављује у роману Стража! Стража! као капетан Ноћне страже Анк-Морпорка. Ветеран у полицијској служби у граду у коме је сав криминал осим најситнијег практично легализован и полиција малобројна, немоћна и слабо плаћена, утеху налази у алкохолу. Упркос томе, његова непоколебљива искреност, моралност и правдољубивост стичу му поштовање колега и господара Ветинарија, градског просвећеног деспота. Када се град суочи са нападом змаја и државним ударом, капетан Вајмс ће се само са тројицом ноћних стражара супротставити змају и завереницима. Успут, Вајмс спасава Сибилу Рамкин, грофицу од Анка, и стиче њену љубав.